# Jerzy Kowalski (filolog klasyczny)

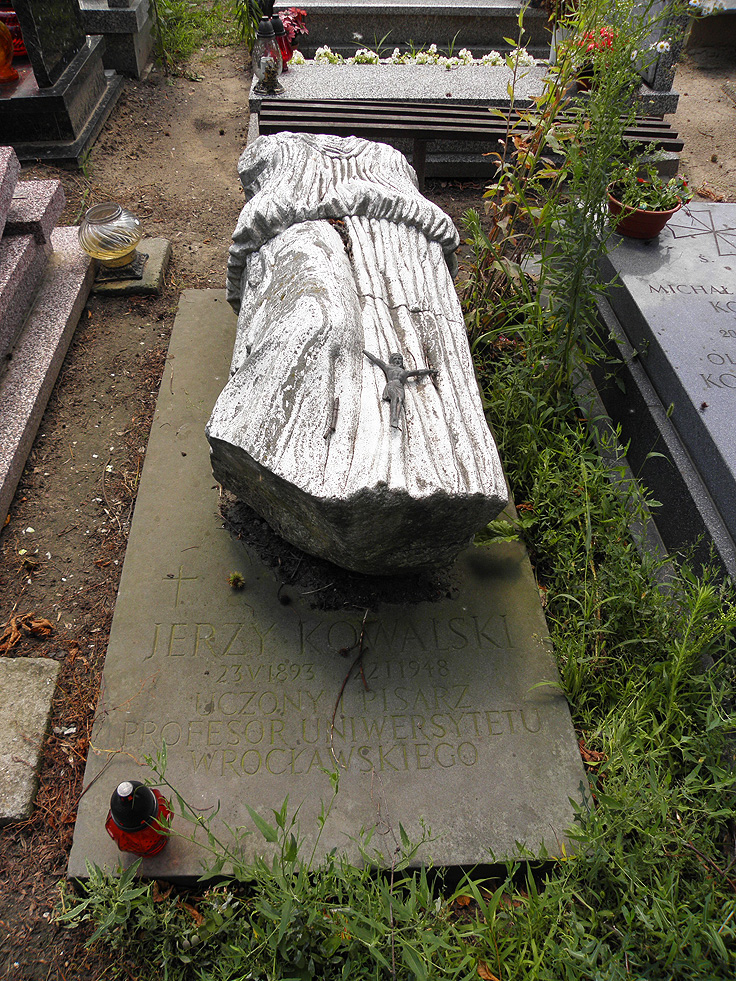
Grób profesora Jerzego Kowalskiego

Jerzy Włodzimierz Kowalski (ur. 23 maja 1893 w Krakowie, zm. 22 stycznia 1948 we Wrocławiu) – polski filolog klasyczny, pisarz, profesor Uniwersytetu Lwowskiego i Wrocławskiego, członek Polskiej Akademii Umiejętności.

## Życiorys
Był synem Karola (urzędnika) i Wandy z Krawczyńskich. Uczęszczał do Gimnazjum Św. Anny w Krakowie, w latach 1912–1916 studiował filologię i archeologię na Uniwersytecie Jagiellońskim, m.in. u Kazimierza Morawskiego i Jana Michała Rozwadowskiego; pod opieką Tadeusza Sinki obronił doktorat (1917, praca De Plutarchi scriptorum iuvenilium colore rhetorico) i został adiunktem w II Katedrze Filologii Klasycznej Uniwersytetu Lwowskiego; w 1920 otrzymał nominację na profesora nadzwyczajnego – o awansie tym, mimo braku formalnych wymogów (habilitacji), zadecydował wysoki poziom pracy doktorskiej – i objął III Katedrę Filologii Klasycznej. Profesorem zwyczajnym został w 1929. W roku akademickim 1932/1933, 1933/1934 pełnił funkcję dziekana Wydziału Humanistycznego. Początek II wojny światowej spędził we Lwowie, prowadząc z żoną (oraz innym profesorem filologii klasycznej Jerzym Manteufflem) herbaciarnię; potem przeniósł się do Warszawy. W latach 1944–1945 wykładał na Katolickim Uniwersytecie Lubelskim życie i działalność św. Augustyna. W 1945 objął I Katedrę Filologii Klasycznej Uniwersytetu Wrocławskiego; był jednym z organizatorów Wydziału Humanistycznego oraz Instytutu Filologii Klasycznej tej uczelni, w roku akademickim 1945/1946 był dziekanem Wydziału Humanistycznego, 1946/1947 – prorektorem.
W 1939 został powołany na członka korespondenta Polskiej Akademii Umiejętności. Należał także do Towarzystwa Naukowego we Lwowie (1923 członek przybrany, 1931 członek czynny); po wojnie działał we wrocławskich towarzystwach naukowych – Polskim Towarzystwie Filologicznym (1945 członek założyciel Oddziału Wrocławskiego), Polskim Towarzystwie Archeologicznym (1946 członek założyciel Oddziału Wrocławskiego i od 1946 prezes tego oddziału), Polskim Towarzystwie Ludoznawczym (od 1946 przewodniczący Oddziału Wrocławskiego), Wrocławskim Towarzystwie Naukowym (członek od 1945, współtwórca Wydziału Nauk Filologicznych towarzystwa). Współpracował z pismami „Eos”, „Kwartalnik Klasyczny”, „Meander”.
Zainteresowania naukowe Jerzego Kowalskiego obejmowały retorykę grecką, archeologię starożytnej Grecji, mitologię i etnografię antyczną, historię i geografię starożytną. Badał wczesne prace Plutarcha, wykazując wpływ retoryki greckiej na tego autora. Zajmował się twórczością Hermogenesa z Tarsu, opracował krytyczne wydanie jego dzieł Hermogenes de statibus (1947). Badał Sielanki Wergiliusza, łacinę Kopernika, wydał z komentarzem Wykłady lozańskie Mickiewicza (1936), a także Chmury Arystofanesa (1923) i Wyznania św. Augustyna (1929). Odbywał liczne podróże naukowe do Włoch, Grecji i Francji w okresie międzywojennym. Zainicjował serię wydawniczą „Acta Seminarii Philologici II”.
Jego żoną od 4 maja 1924 była pisarka Anna z Chrzanowskich Kowalska. W 1946 we Wrocławiu urodziła się ich córka Maria, zwana w domu Tulą. Po śmierci męża w 1954 przeniosła się do Warszawy i zamieszkała z córką wraz z Marią Dąbrowską. Został pochowany na cmentarzu Świętego Wawrzyńca we Wrocławiu.
Pośmiertnie został odznaczony Krzyżem Komandorskim Orderu Odrodzenia Polski (1950).

## Publikacje
Zajmował się także literaturą. Wspólnie z żoną Anną wydał kilka powieści (Cataline, 1931; Mijają nas, 1932; Gruce 1936; Gąszcz, 1961) oraz zbiór opowiadań Złota kula (1933). Był również autorem wspomnień Figle pamięci (1963). Z prac naukowych można wymienić:
- Grecja od wojny peloponeskiej do podboju macedońskiego (1923)
- Studia rhetorica (1928)
- De Didone Graeca et Latina (1929)
- De artis rhetoricae originibus quaestiones selectae (1933)
- De arte rhetorica (1937)
- Puer Romanus. Podręcznik do nauki języka łacińskiego dla I klasy gimnazjów ogólnokształcących (1937, z Marianem Goliasem)
- Iuvenis Romanus. Podręcznik do nauki języka łacińskiego dla 2 kl. gimnazjów ogólnokształcących (1938, z Marianem Goliasem)
- Rozwój cywilizacji greckiej (1950)